# Luksemburg na Letnich Igrzyskach Olimpijskich 1976
Reprezentacja Luksemburga na Letnich Igrzyskach Olimpijskich 1972 w Montrealu liczyła 8 zawodników.

## Reprezentanci Luksemburga na Igrzyskach

### Kolarstwo szosowe
Mężczyźni
- Marcel Thull - indywidualnie - niesklasyfikowany
- Lucien Didier - indywidualnie - niesklasyfikowany

### Lekkoatletyka
Mężczyźni
- Roland Bombardella

100 metrów - odpadł w eliminacjach
200 metrów - odpadł w półfinałach
- Lucien Faber - chód 20 km - 28. miejsce
- Marc Romersa - skok wzwyż - 29. miejsce

### Sztrzelectwo
Mężczyźni
- Michel Braun - Pistolet szybkostrzelny 25 m - 48. miejsce

### Szermierka
Mężczyźni
- Roger Menghi - floret - 42. miejsce
- Robert Schiel - floret - 48. miejsce